# Psalm 37

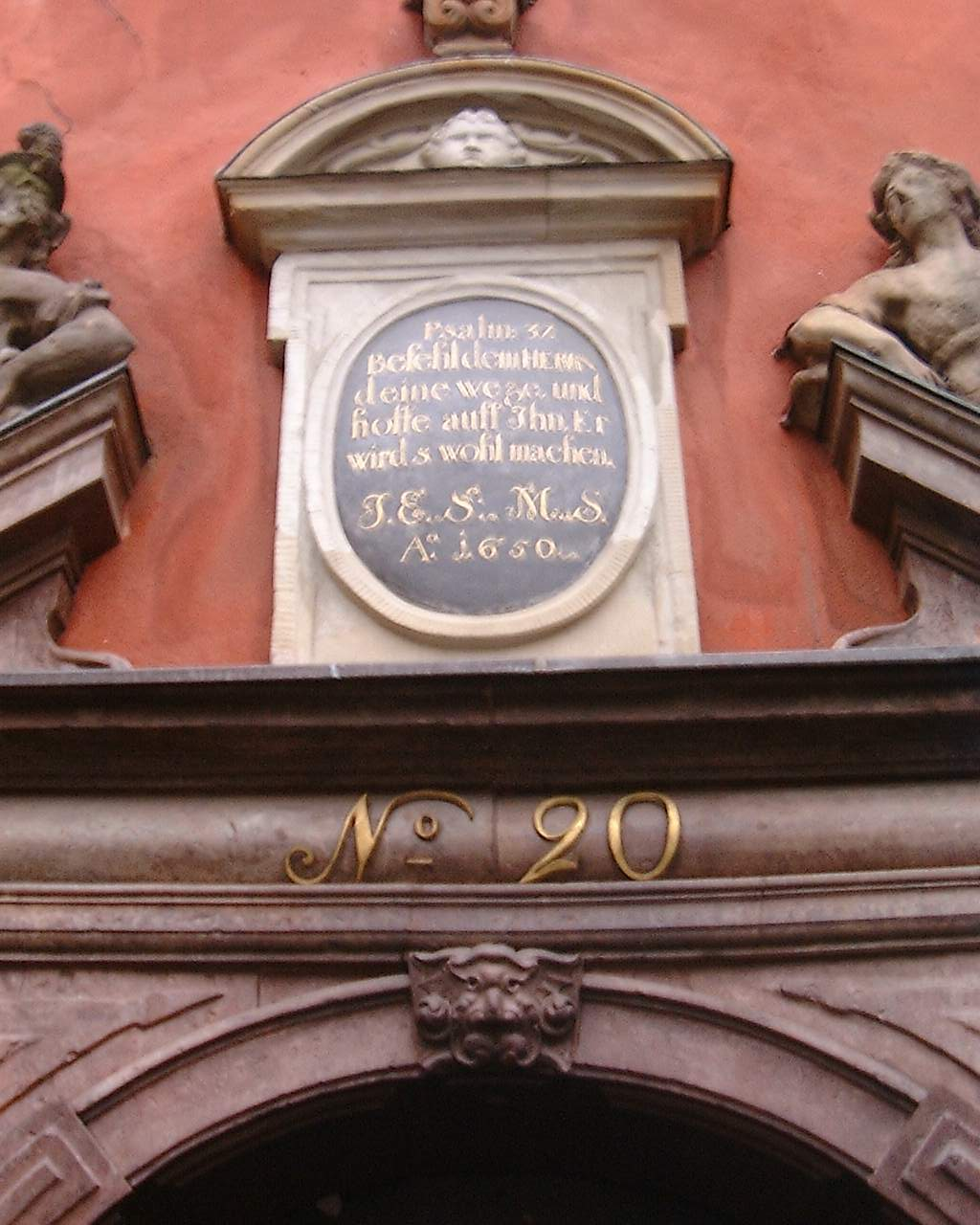
Psalm 37,5 als Aufschrift an einem Gebäude

Der 37. Psalm ist ein Psalm Davids aus dem ersten Buch des Psalters. Nach Zählung der Vulgata stellt er den 36. Psalm dar.

## Inhalt
Der Psalm setzt sich mit der Frage des scheinbaren Glücks der Gottlosen auseinander. Er warnt davor, sich darüber zu entrüsten, da die Antwort Gottes darauf bereits feststeht.

## Aufbau
Der hebräische Text ist so aufgebaut, dass jeweils zwei Verse eine Strophe bilden. Die Anfänge der einzelnen Strophen folgen dem hebräischen Alphabet. Somit gehört der Psalm zu der Gruppe der akrostichischen Psalmen.

## Rezeption
Das Kirchenlied Befiehl du deine Wege von Paul Gerhardt enthält den 5. Vers des Psalm 37 als Akrostichon. Das heißt, die ersten Worte der einzelnen Verse ergeben hintereinander diesen Vers. Bruckners Motette Os justi (1879) nimmt die Verse 30 bis 31 auf.